# Irena Mudrecka
Irena Małgorzata Mudrecka – polska pedagog, dr hab. nauk humanistycznych, profesor uczelni Instytutu Nauk Pedagogicznych Wydziału Nauk Społecznych Uniwersytetu Opolskiego.

## Życiorys
6 lipca 1995  obroniła pracę doktorska Pozycja społeczna kuratora sądowego w rodzinie objętej nadzorem, 17 października 2012 habilitowała się na podstawie pracy zatytułowanej Poczucie odpowiedzialności młodzieży skonfliktowanej z prawem. Studium pedagogiczne. Została zatrudniona na stanowisku adiunkta w Katedrze Pedagogiki Społecznej na Wydziale Pedagogicznym  Wyższej Szkole Zarządzania i Administracji w Opolu, oraz w Instytucie Nauk Pedagogicznych na Wydziale Historycznym i Pedagogicznym Uniwersytetu Opolskiego.
Awansowała na stanowisko profesora nadzwyczajnego w Pedagogium Wyższej Szkole Nauk Społecznych w Warszawie.
Jest profesorem uczelni w Instytucie Nauk Pedagogicznych na Wydziale Nauk Społecznych Uniwersytetu Opolskiego.

## Odznaczenia
- Brązowy Krzyż Zasługi (2002)[3]